# Óblast de Donetsk
El óblast de Donetsk (en ucraniano: Донецька область, romanizado: Donets'ka óblast’ o Донеччина, Donéchchyna) es un óblast de Ucrania. Su capital es Donetsk, aunque desde el comienzo de la guerra ruso-ucraniana en 2014 y la proclamación de la República Popular de Donetsk que consiguió el control de la capital, la ciudad de Kramatorsk cumple la función de capital administrativa. En 2013, su población era de 4 356 392 habitantes. Con una superficie de 26 517 km², era una de las zonas más amplías y pobladas del Dombás.

## Demografía
La población estimada al 1 de enero de 2022 era de 4 059 372 habitantes, no habiendo censo oficial desde 2013.
Según el censo de 2001, la composición étnica de la población del óblast de Donetsk era:
- 56,9 % ucranianos
- 38,2 % rusos
- 1,6 % griegos
- 0,9 % bielorrusos
- 0,4 % tártaros
- 0,33 % armenios
- 0,18 % judíos
- 1,31 % otros

Según el mismo censo de 2001, la mayoría de la población, el 74,9 %, hablaba ruso como idioma materno, mientras que el 24,1 % hablaba ucraniano.

## Historia

### Prehistoria hasta el medievo
Los primeros indicios de población humana en el territorio se remontan al Paleolítico. En el V milenio a. C. se desarrolló la cultura Dniéper-Donetsk de cazadores-recolectores en transición a la agricultura temprana. La cultura yamna estuvo activa entre el siglo XXXVI a. C. y el siglo XXIII a. C. Esta cultura era predominantemente nómada, aunque practicaban la agricultura cerca de ríos y de algunos castros (fortificaciones), no siendo ésta un factor destacable en su economía.
Los escitas dominaron la región hacia el siglo VII a. C. En la zona costera se establecieron los meotes. A partir del siglo III a. C. se establecen los sármatas. Una de sus tribus, los roxolanos, cruzaron el río Don a mediados del siglo II a. C. y en el 107 a. C. apoyaron al reino del Ponto en la guerra contra el reino del Bósforo. Entre los siglos VII y X los jázaros controlaron estos territorios. Entre el siglo XI y el siglo XIII la región fue dominada por los cumanos. En 1223 hubo un enfrentamiento entre cumanos junto a aliados de la Rus de Kiev contra los mongoles de Subotai en la conocida como batalla del río Kalka, tras la cual la zona quedaría en los dominios de la Horda de Oro. Durante los siglos XVI al XVIII, el norte de la región quedó bajo control del Zarato moscovita, como parte de la Ucrania Slobodá, y la parte oriental fue colonizada por los cosacos del Don. El resto del territorio estaba poblado por los nogayos, bajo el control del Kanato de Crimea.

### Bajo el Imperio ruso
La guerra ruso-turca de 1735 a 1739 puso al Kanato de Crimea bajo la subordinación rusa y desde 1774 fue incorporado en el Imperio ruso. A partir de 1735 se establecieron en el campo colonos rusos, serbios, búlgaros, alemanes y griegos, también se instalaron comunidades judías en algunas ciudades. Al final del siglo XVIII, en la parte baja de la región Dniéper y Azov, fueron divididos en provincias. En 1783, la ciudad de Bájmutskaya Slobodá (Slobodá del Bajmuta), hoy Donetsk, fue nombrada capital del uyezd de Bajmut, como parte de la gubernia de Yekaterinoslav.

### Guerra civil rusa
Tras la caída del Imperio ruso, el territorio de la región de Donetsk pasó por un período de inestabilidad en 1918, formado parte de las diferentes unidades administrativas de bandos opuestos: la República Soviética de Donetsk-Krivói Rog; el Ejército Blanco y la República del Don; las comunas anarquistas; el ejército alemán y el Hetmanato. La República Socialista Soviética de Ucrania estableció en 1919 la gubérniya de Donetsk, que el 12 de octubre de 1920 transfirió su capital a Bájmut y para 1921 ya controlaba toda la región. 

### Etapa soviética
El 2 de julio de 1932 la gubérniya de Donetsk fue dividida en 5 ókrug, de los cuales Artémivski, Mariúpol y Stálino (Donetsk) conforman el actual óblast y el 3 de junio de 1938 pasan a integrar el óblast de Stálino (Donetsk) y los otros dos, el óblast de Voroshilovgrad (Lugansk). Las tropas alemanas ocuparon la región entre octubre de 1941 y septiembre de 1943 (Reichskommissariat Ukraine). Los alemanes ocuparon Stálino el 23 de octubre de 1943 durante la Batalla del Dniéper. Tras la expulsión de los alemanes, el NKVD enterró y pavimentó a 4000 víctimas en el centro de la ciudad. También hubo fusilamientos y torturas a «colaboracionistas» en una casa en la calle Artem 44, donde ahora está la Filarmónica de Donetsk. Unos 100 000 ciudadanos fueron reprimidos por razones políticas. Recientemente se han erigido letreros conmemorativos en los lugares de entierros de estas víctimas.
La cronología de la ocupación de Donetsk (Stálino en aquel momento) durante la Segunda Guerra Mundial es la siguiente:
- Agosto de 1941 - La 383ª División de Rifles Mineros se forma en Stálino.
- Finales de octubre de 1941 - Las tropas alemanas controlan las ciudades más grandes de la región de Donetsk.
- 3 de noviembre de 1941 - Un destacamento partisano eslavo bajo el mando de M. I. Karnaujov en una batalla con un destacamento punitivo en los bosques de Teplinskí de la región de Stalin acabando con 127 soldados y oficiales alemanes.
- Noviembre de 1941-febrero de 1942 - actividad en la ciudad de Druzhkovka de la organización juvenil clandestina Komsomol «Chispa de Lenin».
- 22 de febrero de 1943 - El GKO decretó la reinstauración del trabajo en las minas de carbón del Dombás.
- 18 de agosto de 1943: Comienzo de la ofensiva soviética, batalla del Dniéper.
- 5 de septiembre de 1943: Las tropas soviéticas tomaron el control de las ciudades de Artémivsk (actual Bajmut) y Jórlivka.
- 6 de septiembre de 1943: Las tropas soviéticas tomaron el control de las ciudades de Konstantínovka y Kramatorsk.
- 8 de septiembre de 1943: Las tropas soviéticas tomaron el control de Stálino (actual Donetsk).
- 10 de septiembre de 1943: Las tropas soviéticas tomaron el control de Mariúpol.

En noviembre de 1961, ocho años tras la muerte de Iósif Stalin y cinco tras la oficialización de la Desestalinización, el nombre de la óblast, «Stálino», fue cambiado por Donetsk. Días antes de la disolución de la Unión Soviética en 1991, tuvo lugar el referéndum de independencia de Ucrania, que fue mayoritariamente apoyado en el óblast de Donetsk por el 83,90 % de los votantes con una participación superior al 70 %.

### Ucrania independiente
El 7 de abril de 2014, durante manifestaciones contrarias a las autoridades establecidas mediante la revolución ucraniana conocida como Euromaidán, un grupo de manifestantes prorrusos ocupó la administración regional de Donetsk y proclamó la República Popular de Donetsk.

#### Disputa territorial
La autoproclamada República Popular de Donetsk, que sólo tenía control sobre la capital y una franja oriental del óblast, convocó un referéndum el 10 de mayo de 2014 en el que según los datos que ellos mismos facilitaron, votó el 75 % del electorado y los resultados fueron en un 89,7 % favorables a la independencia. El proceso se celebró sin la presencia de observadores internacionales.
Tras la proclamación de varias repúblicas populares que en un inicio intentaron crear la Confederación de Nueva Rusia (Donetsk, Lugansk, Járkov, Jersón, Dnipropetrovsk, Nicolaiev, Odesa y Zaporoye), sólo triunfaron en mantener un cierto control de las capitales y algo de territorios las de Donetsk y Lugansk, que inicialmente tuvieron hombrecitos verdes y rápidamente formaron unas fuerzas armadas con un amplio arsenal militar de origen soviético y ruso.
Las operaciones de las autoridades ucranianas para reinstaurar el control se convirtieron en la guerra del Dombás ante la presencia militar descrita que inicialmente tuvo un gran éxito para Ucrania, tras la Gran incursión de 2014, prácticamente habría recuperado el control de los dos territorios díscolos. En agosto las fuerzas separatistas contratacaron contando con gran cantidad de personal y material, entre el que se contaban varios T-64 y tres T-72B. Esto provocó que se empezase a popularizar el término Russian proxy forces (en inglés: Fuerzas rusas sustitutivas) en la prensa internacional para referirse a las fuerzas separatistas ucranianas. La contraofensiva separatistas consiguió recuperar una línea de contacto en la que se dividían ambos óblast a la mitad entre el control de Ucrania y las autoproclamadas repúblicas populares.
Ucrania logró recuperar con éxito el control de varias ciudades mayores del óblast tras durons enfrentmiaentos en 2014, entre los que están: Kramatorsk, Mariúpol (1.ª y 2.ª), Severodonetsk y Artémivsk. Tras la batalla por esa ciudad, en 2016 la renombró con su nombre pre-soviético, Bajmut.
En cuanto a la capital del óblast, Donetsk, se dio un primer acercamiento tras la primera batalla por el Aeropuerto Internacional. Tras el refuerzo separatista comentando, éstos contratacaron en septiembre de 2014 logrando hacer retirarse a la línea ucraniana a una zona de control más alejada.
El 17 de julio de 2020, los diputados populares de Ucrania aprobaron la resolución «Sobre la creación y liquidación de distritos», que establece una nueva estructura territorial de Ucrania. En particular, la Rada Suprema apoyó el proyecto de resolución N.º 3650 sobre la liquidación de 490 distritos existentes y la creación de 136 nuevos distritos en su lugar. De acuerdo con la nueva división administrativa-territorial de la región de Donetsk, se crearon 8 nuevos raiones (distritos).

#### Invasión rusa de Ucrania
Tras el comienzo de la Invasión rusa de Ucrania el 24 de febrero de 2022, la mitad del territorio del Óblast se encuentra controlado por la República Popular de Donetsk (a partir del 30 de septiembre del mismo año convertido en una República de Rusia), siendo un avance menor en comparación al óblast de Lugansk, prácticamente ocupado en su totalidad. Desde el comienzo de la invasión, en el óblast se han dado algunas de las batallas más cruentas, entre las que se cuentan: El sitio de Mariúpol, la batalla de Severodonetsk, los bombardeos de Donetsk y Kramatorsk, la Ofensiva de Jórlivka o la batalla de Bajmut.

## Economía

### Sector primario
En 1999 la producción bruta de granos en el óblast alcanzaba las 999 100 toneladas, la de remolacha azucarera 27 100 toneladas, las semillas de girasol 309 400 toneladas y las patatas 380 200 toneladas. También se producían 134 200 toneladas de carne, 494 300 toneladas de leche y 646 400 000 huevos fueron producidos ese año. A principios de 1999 se registraban 2 108 granjas dentro de la óblast.

### Sector secundario
El óblast de Donetsk producía antes del comienzo de la guerra en 2014, más de la mitad de la producción de carbón, acero y hierro fundido de toda Ucrania. La metalurgia ferrosa, la producción de combustibles y la producción energética son las principales ramas de la industria local. Antes de la guerra existían alrededor de 882 empresas industriales y otras 2095 empresas más pequeñas que componían el tejido industrial del óblast.

### Infraestructura
El óblast cuenta con una infraestructura de transporte fuertemente desarrollada que incluye los Ferrocarriles de Donetsk, el puerto de Mariúpol, el Aeropuerto Internacional de Donetsk, los aeropuertos menores de Mariúpol y Kramatorsk, así como un sistema de carreteras de todo tipo según la clasificación estatal ucraniana. Se han creado dos zonas económicas especiales, Donetsk y Azov, que tienen un régimen fiscal privilegiado dentro de Ucrania.

## Divisiones administrativas

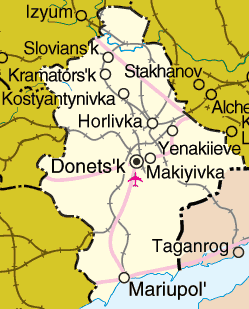
Mapa del óblast de Donetsk.

La región de Donetsk está subdividida desde 2020 en 8 distritos. 
| Distritos de la óblast de Donetsk |
| - Raión de Bajmut - Raión de Jórlivka - Raión de Donetsk - Raión de Kalmiuske - Raión de Kramatorsk - Raión de Mariúpol - Raión de Pokrovsk - Raión de Volnovaja |

La provincia de Donetsk fue subdividida hasta 2020 en 18 distritos, 52 ciudades y 5 asentamientos urbanos.